# Étienne Mbappé
Pour les articles homonymes, voir Mbappé (homonymie).
 (octobre 2021).
Si vous disposez d'ouvrages ou d'articles de référence ou si vous connaissez des sites web de qualité traitant du thème abordé ici, merci de compléter l'article en donnant les références utiles à sa vérifiabilité et en les liant à la section « Notes et références ».
Étienne Mbappé, né en 1964 à Douala au Cameroun, est un musicien camerounais.

## Biographie
Étienne Mbappé, originaire de Bonendale, un village de Douala, au Cameroun, est un musicien camerounais.
Il commence à étudier la guitare en autodidacte puis, lorsqu'il arrive en France en 1978, il s'inscrit au conservatoire de Chevilly-Larue pour étudier la guitare classique et, ensuite, la contrebasse classique en 1981–1983.
En 1985, il rejoint le grand orchestre de Rido Bayonne avec lequel il jouera jusqu'en 1987, en tant que bassiste. Il rencontre Mario Canonge, alors pianiste dans Ultramarine, et le rejoint dès 1986. Il joue avec lui, ainsi que notamment Mokhtar Samba et Nguyên Lê.
En 1987, il devient bassiste de l'Orchestre national de jazz (ONJ) sous la direction d'Antoine Hervé avec lequel il fait de nombreuses tournées en Europe, en Afrique et aux États-Unis. Il effectue également de nombreuses tournées avec Nicole Croisille.
En 1990-92, il rejoint le groupe de Salif Keïta en tant que bassiste et directeur musical. Ils effectuent de nombreux concerts autour du monde.
De 1990 à 1995, il est en tournée en France et à l'étranger avec Jacques Higelin (60 concerts), Liane Foly (90 concerts) et Catherine Lara.
En 1993, naît son fils Swaéli, lui aussi bassiste.
En 1996, en même temps qu'il crée avec Mario Canonge le quartet Chic Hot, il rencontre Michel Jonasz qu'il accompagne à la basse sur disque et sur scène (concerts au Casino de Paris en 1997, au Canada et en France). À partir de l'année 2000, Étienne Mbappé joue avec Joe Zawinul et est membre à part entière du Zawinul syndicate. Il a par ailleurs effectué de nombreux concerts avec Louis Winsberg. En 2001, il enregistre sur le dernier album de Ray Charles.
En 2010, il rejoint John McLaughlin & The 4th Dimension, avec qui il enregistre un premier album, To the One la même année, et Now Here This en 2012. Il se consacre ensuite à sa carrière solo, tout en continuant à tourner avec des artistes comme Bill Evans, John McLaughlin, et des groupes comme Steps Ahead.
Étienne Mbappé joue de la basse avec des gants, particularité rarissime dans le monde des instruments à cordes. L'utilisation de ces gants créerait un son particulier, plus épais et plus doux et qui est aujourd'hui reconnu comme sa signature musicale.

## Discographie

### Albums
- 2004: Misiya
- 2008: Su La Také
- 2013: Pater Noster chez Plus Loin Music
- 2016: How Near How Far[5] avec The Prophets
- 2021: Time Will Tell (NEC+ Trio : Nicolas Viccaro et Christophe Cravero) chez Sunset Records[6]

### Collaborations
Avec Ultramarine :
- 1989 : De
- 1992 : E Si Mala

Avec Michel Jonasz :
- 1996 : Soûl music airlines

Avec John McLaughlin :
- 2010 : To the One
- 2012 : Now Here This

Avec Jimmy Herring :
- 2012 : Subject to Change without Notice

Avec Ranjit Barotet et U.Shrinivas :
- 2014 : Bombay Makossa[7]

Avec Taty Eyong :
- 2019 : Memanè